# Lucorano
Lucorano o Logoron (in croato Logorun) è una piccola isola disabitata della Croazia, situata lungo la costa dalmata di fronte a Trebocconi e a sud-ovest di Vodizze; l'isola fa parte dell'arcipelago di Sebenico. Assieme agli isolotti Botesella, Prisgnago e Lucconigo, appartiene al comune di Trebocconi.
Sull'isola c'è una riserva di asini.

## Geografia
L'isola, lunga e stretta, si trova a nord di Diat, divisa dal passaggio Lucorano-Diat (Logorunska vrata)  e a nord-ovest di Provicchio. La sua punta settentrionale dista 400 m dal porto di Trebocconi. Ha una superficie di 0,387 km²; la sua lunghezza è di circa 1,7 km per circa 300 m di larghezza; il punto più alto dell'isola è di 45,7 m.

### Isole adiacenti
- Lucconigo (Lukovnik), tra Lucorano e il porto di Trebocconi.
- Prisgnago[13], Prisgnak[8] o Prisnac[7][14] (Prišnjak), in direzione nord-est, a circa 1,4 km; l'isolotto ha una lunghezza di circa 280 m[2], un'area di 0,022 km²[10] e la costa lunga 691 m[10] 43°45′07″N 15°43′28″E.
- Caino (Sovljak), circa 2 km[2] a nord-est.
- Botesella[8] o Botticella[7][14] (greben Bačvica), roccia affiorante in mare aperto all'uscita meridionale del canale di Murter e a 1,7 km da Prisgnak in direzione ovest. Ha un segnale luminoso di segnalazione[15] 43°44′53″N 15°42′09″E.

### Cartografia
- (HR) Mappa topografica della Croazia 1:25000, su preglednik.arkod.hr. URL consultato il 21 gennaio 2017.
- G. Giani, Carta prospettiva delle Comuni censuarie della Dalmazia, foglio 6, 1839. Fondo Miscellanea cartografica catastale, Archivio di Stato di Trieste.
- Carta di cabottaggio del mare Adriatico, foglio VII, Milano, Istituto geografico militare, 1822-1824. URL consultato il 22 dicembre 2016 (archiviato dall'url originale il 13 aprile 2013).